# Gyretes angusticinctus
Gyretes angusticinctus is een keversoort uit de familie van schrijvertjes (Gyrinidae). De wetenschappelijke naam van de soort is voor het eerst geldig gepubliceerd in 1957 door Ochs.